# Hampton Charles (Herefordshire)
Hampton Charles est une paroisse civile du Herefordshire, en Angleterre.